# Baywatch (film)
A Baywatch 2017-ben bemutatott amerikai akcióvígjáték, melyet Seth Gordon rendezett. A forgatókönyvet Mark Swift és Damian Shannon írta, az azonos című televíziós sorozat alapján. A főbb szerepekben Dwayne Johnson, Zac Efron, Prijanka Csopra, Alexandra Daddario, Kelly Rohrbach, Jon Bass és Ilfenesh Hadera látható. A sorozat sztárjai közül Pamela Anderson és David Hasselhoff is feltűnik egy-egy cameoszerepben.
A film forgatása 2016. február 22-én kezdődött Floridában és Savannah-ban (Georgia).
Az Amerikai Egyesült Államokban 2017. május 25-én mutatták be. Magyarországon július 13-án az UIP-Dunafilm forgalmazásában került mozikba.

## Cselekmény
A vízimentők csapatába minden évben rengeteg újonc jelentkezik, de közülük általában csak egyet vesznek fel. Ezúttal kivételesen három fővel gyarapszik a társaság, egyikük egy (pár éve még sikeres) volt olimpiai úszóbajnok, aki büntetésből vállalta el ezt a munkát.
A kiképzetlen újonc baklövései közben drogterjesztés nyomaira bukkannak, majd egy-két olyan gyilkosság is történik, ami árt a strand és a vízimentők hírnevének. A háttérben egy elbűvölő és egzotikus üzletasszony mozgatja a szálakat. Ő apránként felvásárolta a környék üzleti jellegű ingatlanjait és közben politikusok megvesztegetésétől vagy meggyilkolásától sem riad vissza.
A vízimentőkre vár a feladat, hogy utána járjanak a piszkos ügyeknek.

## Szereplők
| Szerep            | Színész            | Magyar hang        |
| ----------------- | ------------------ | ------------------ |
| Mitch Buchannon   | Dwayne Johnson     | Galambos Péter     |
| Matt Brody        | Zac Efron          | Markovics Tamás    |
| Summer Quinn      | Alexandra Daddario | Csifó Dorina       |
| C. J. Parker      | Kelly Rohrbach     | Horváth Lili       |
| Victoria Leeds    | Prijanka Csopra    | Bogdányi Titanilla |
| Ronnie Greenbaum  | Jon Bass           | Czető Roland       |
| Don Thorpe        | Rob Huebel         | László Zsolt       |
| Dave              | Hannibal Buress    | Papp Dániel        |
| Mentor            | David Hasselhoff   | Forgács Péter      |
| Casey Jean Parker | Pamela Anderson    | Csonka Anikó       |

## A film készítése
Kelly Brook, Jessica Simpson és Kate Upton is jelölt volt C. J. Parker szerepére. Bill Hader neve felmerült Mitch Buchanan megformálásával kapcsolatban. Bianca A. Santos, Denyse Tontz, Nina Dobrev és Alexandra Shipp pedig Summer Quinn szerepére volt lehetséges jelölt.

## Fogadtatás
A film általánosságban negatív véleményeket kapott a kritikusoktól. A Metacritic oldalán a film értékelése 37% a 100-ból, ami 47 véleményen alapul. A Rotten Tomatoes-on a Baywatch 20%-os minősítést kapott, 183 értékelés alapján. A film bevételi szempontból jól teljesített, 69 millió dolláros költségvetésével szemben több mint 151 millió dolláros bevételt ért el.